# Rushey Lock

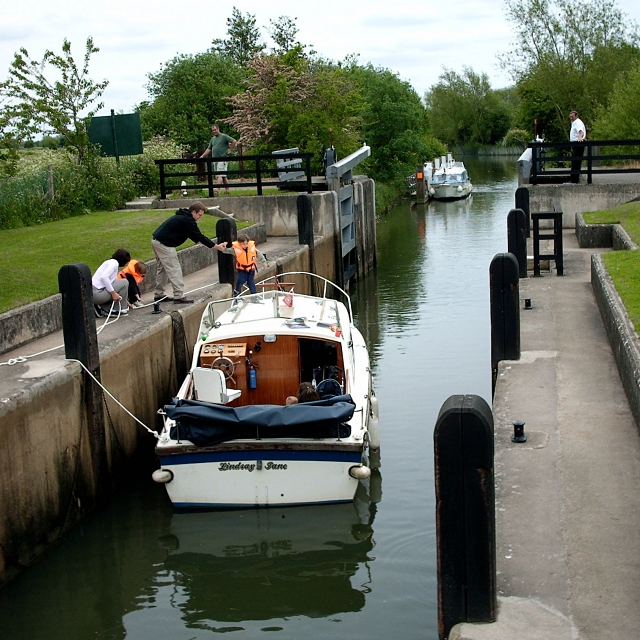
Rushey Lock

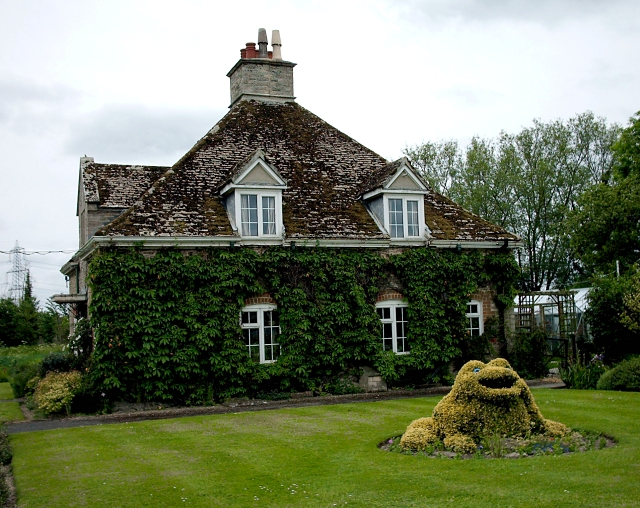
Das Schleusenwärterhaus mit einem Formschnitt Frosch.

Das Rushey Lock ist eine Schleuse in der Themse, in Oxfordshire, England. Sie liegt an der Nordseite des Flusses in größerer Entfernung von jeder Siedlung. Am nächsten liegt ihr Buckland Marsh, ein Weiler auf der Südseite des Flusses. Eine Straße führt von der Tadpole Bridge zur Schleuse.

## Geschichte
Es gab in diesem Bereich ursprünglich eine Stauschleuse und ein Wehr ungefähr 1,5 Kilometer stromaufwärts das Old Nan’s Weir hieß. Die Planungen ergaben 1790 das dieser Ort für eine Schleuse ungeeignet sei. Stattdessen wurde sie an der jetzigen Stelle von der Thames Navigation Commission gebaut. Das Wehr befindet sich auf der anderen Seite der Schleuseninsel. Es gibt keinen Hinweis auf ein Wehr oder eine Schleuse an dieser Stelle vor dieser Zeit. Die Schleusenwärter hatten auch die Aufsicht über das Old Nan’s Weir, das 1868 beseitigt wurde. Die Schleuse wurde 1857 baufällig und ebenso das Wehr 1871. Reparaturarbeiten wurden zu beiden Zeitpunkten ausgeführt. Das Schleusenwärterhaus mit seinem pyramidenförmigen Dach wurde 1894 gebaut und ersetzte ein älteres. Die Schleuse wurde 1898 erneuert.

## Der Fluss oberhalb der Schleuse
Der Fluss ist in diesem Abschnitt sehr gewunden. Kurz oberhalb der Schleuse mündet der Sharney Brook in den Fluss. Kurz vor dem Radcot Lock befindet sich die Old Man’s Bridge an der Stelle eines ehemaligen Wehrs.
Der Themsepfad verläuft am Südufer bis zum Radcot Lock.